# نازارین
نازارین (به اسپانیایی: Nazarín) فیلمی داستانی به کارگردانی لوئیس بونوئل محصول سال ۱۹۵۹ است. در این فیلم فرانسیسکو رابال در نقش نازارین به ایفای نقش پرداخت، این فیلم جایزهٔ بین‌المللی نخل طلای کن را برای بونوئل به همراه داشت، هم چنین نامزد دریافت نخل طلا نیز بود.

## داستان
«نازارین» (رابال) کشیشی است که در منطقه‌ای فقیرنشین در مکزیک ۱۹۰۰ زندگی می‌کند، او به اندرا که در جریان یک نزاع زنی را کشته در اتاق خود اسکان می‌دهد، این ماجرا باعث خلع لباس نازارین و در پی آن زائر شدن وی می‌گردد، او به همراه دو زن دیگر آندرا و بئاتریس در شهرها می‌گردند و به مردم کمک می‌کنند و صدقه می‌گیرند، اما پلیس اندرا را که قاتل است همراه نازارین دستگیر می‌کند و به زندان می‌برد، در زندان نازارین به حقیقت هولناکی پی می‌برد و تمام زندگی خود را بیهوده می‌بیند.

## بازیگران
- فرانسیسکو رابال (در نقش نازارین)
- ریتا ماسه‌دو (در نقش بئاتریس)
- مارگا لوپز (در نقش آندرا)
- اوفلیا گیلمائین (در نقش چانفا)

## جوایز
- نامزد کن بهترین فیلم از طرف مکزیک.
- برندهٔ جایزهٔ بین‌المللی جشنواره فیلم کن.